# ألموند إي. فيشر
ألموند إي. فيشر (بالإنجليزية: Almond E. Fisher)‏ هو عسكري أمريكي، ولد في 29 يناير 1913 في هوم في الولايات المتحدة، وتوفي في 7 يناير 1982.